# Stocksfield (parish)
Stocksfield är en civil parish i Storbritannien. Den ligger i grevskapet och kommunen Northumberland i riksdelen England, i den centrala delen av landet, 400 km norr om huvudstaden London.
Fram till 2019 hette den Broomley and Stocksfield.